# Centro Universitário do Vale do Ipojuca
O Centro Universitário do Vale do Ipojuca ou Centro Universitário UNIFAVIP | Wyden, antes Faculdade do Vale do Ipojuca (popularmente conhecida apenas como a Favip) é uma Instituição de ensino superior que iniciou sua trajetória acadêmica em 2001 e, hoje, conta com mais de 30 cursos de graduação e 14 cursos de pós-graduação.

## História
O Centro Universitário do Vale do Ipojuca  faz parte do grupo YDUQS, através da Wyden Educacional (conhecida anteriormente como DeVry Education Group). Iniciou sua trajetória acadêmica em 2001. No ano de 2012, a então DeVry Brasil incorpora ao grupo duas faculdades no estado de Pernambuco: a Faculdade Boa Viagem (FBV), em Recife, e a Faculdade do Vale do Ipojuca (Favip), em Caruaru.

### Mudança da Marca
A DeVry Educacional do Brasil anunciou, em maio de 2017, a mudança de sua marca institucional, passando a se chamar Adtalem Educacional do Brasil, no final de março de 2018, as instituições da DeVry Brasil anunciaram a mudança da marca, que passou a se chamar Wyden Educacional. Em 2019, a Adtalem Global Education vendeu tudo que tinha no Brasil para o Grupo Estácio de Sá (controlador da Universidade Estácio de Sá), que passou a se chamar YDUQS.